# Duga Resa
Duga Resa è una città della Croazia di 11 180 abitanti della regione di Karlovac.